# Cyprinotus
Cyprinotus is een geslacht van kreeftachtigen uit de klasse van de Ostracoda (mosselkreeftjes).

## Soorten
- Cyprinotus salinus (Brady, 1868)
- Cyprinotus scholiosus (Sohn & Morris, 1963)